# Ambulyx flava
Ambulyx flava är en fjärilsart som beskrevs av Clark 1924. Ambulyx flava ingår i släktet Ambulyx och familjen svärmare. Inga underarter finns listade i Catalogue of Life.